# 2009년 목성 충돌사건

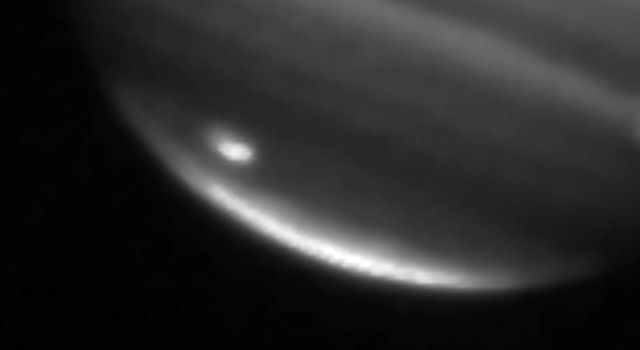
NASA 적외선 천문대에서 촬영한 2009년 목성 충돌사건의 충돌 흔적.

2009년 목성 충돌사건 또는 웨슬리 충돌사건은 2009년 7월 목성에서 일어난 충돌 사건으로, 목성의 대기에 검은 점을 남겼다. 충돌 흔적은 1억 9천만 제곱킬로미터를 덮었으며, 이는 태평양과 비슷한 크기이다. 충돌한 소행성은 지름 200 ~ 500 m로 추정되고 있다.

## 발견
아마추어 천문학자 안토니 웨슬리는 2009년 7월 19일 약 13:30(UTC)에 호주 뉴사우스웨일스 머럼베이트맨에 있는 자신의 집에서 지름 14.5인치 반사 망원경과 연결된 비디오 카메라로 관측을 진행하던 중, 충돌 흔적을 발견하였다. 웨슬리는 다음과 같이 말했다.
처음 가장자리 근처(및 좋지 못한 환경)에서 보았을 때는 그저 희미한 검은 점일 뿐이었고, 저는 그저 단순한 극지방에서 발생하는 폭풍이라고 생각했습니다. 하지만 목성이 자전하고 관측 환경이 좋아졌을 때 저는 이 점이 그냥 검지 않음을 깨달았습니다. 점은 모든 대역에서 검었고, 즉 단어 그대로 검은 점임을 나타냈습니다.

웨슬리는 자신의 발견을 담은 전자 우편을 제트 추진 연구소 등 곳곳으로 보냈다.

## 관측

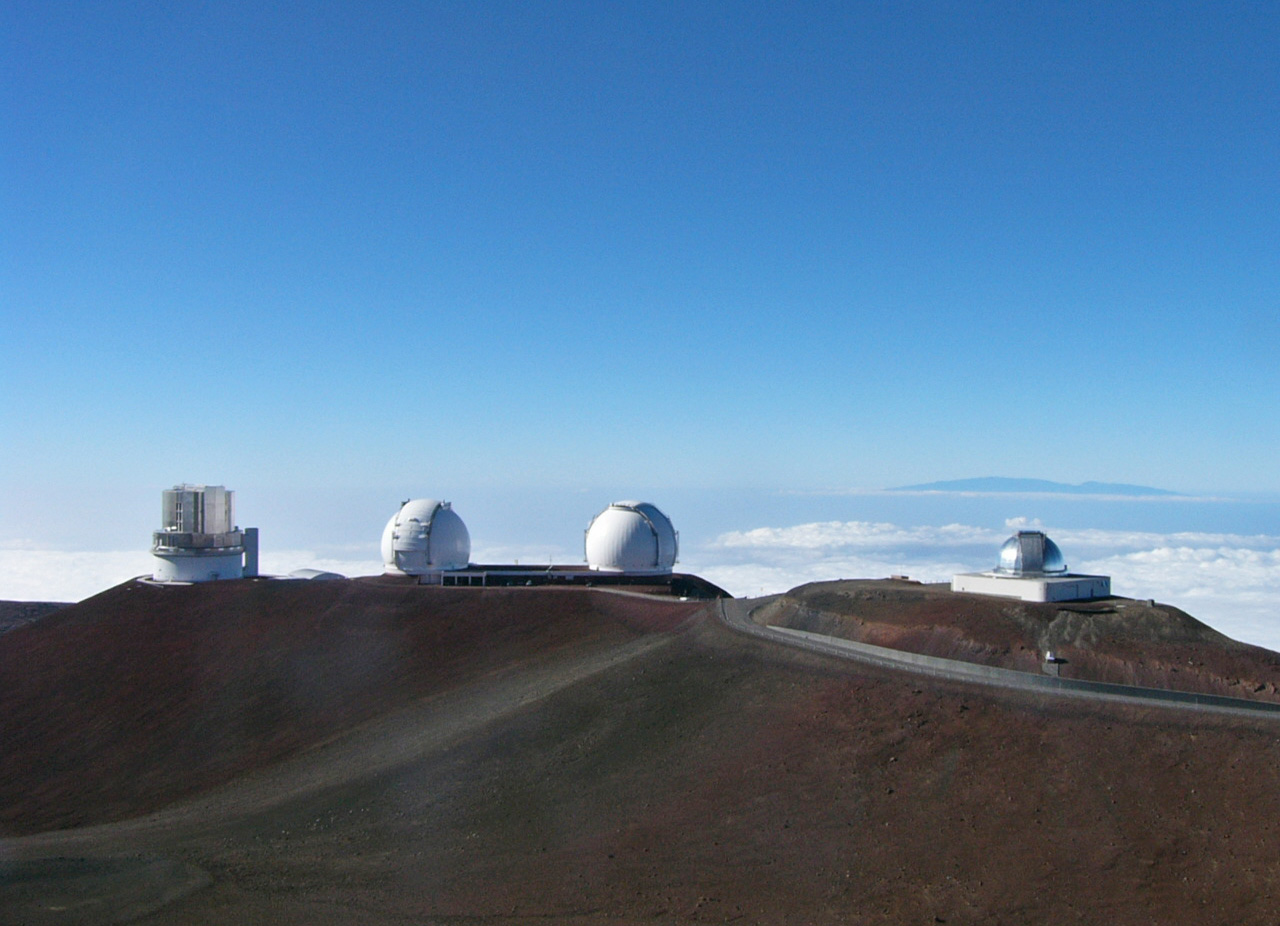
하와이 마우나케아 산의 켁 천문대(중앙의 망원경 2개)와 NASA 적외선 천문대(오른쪽)의 모습.

폴 칼라스 및 협업자들은 웨슬리의 발견을 재확인하였다. 폴의 팀은 하와이 마우나케아 산의 켁 II 망원경을 통해 포말하우트 b를 관측할 예정이었지만, 목성 충돌의 흔적을 관측하는 데 관측 시간을 소요하였다. 켁 망원경과 NASA 적외선 천문대에서의 관측 결과에서도 충돌이 일어난 밝은 점이 목성의 남극 근방(서경 305˚, 남위 57˚)에서 관측되었으며, 면적은 약 1억 9천만 제곱킬로미터였다.
이 충돌에서 눈여겨볼 점은, 슈메이커-레비 9 혜성에서 나타난 것과 동일한 고고도 에어로졸로 이루어져 있다는 점이다. 글린 오르톤의 팀은, 근적외선 대역을 이용한 관측에서 목성 대기권 상부에서 용승하는 밝은 입자들을 발견하였고, 중적외선 대역을 이용한 관측에서는 암모니아가 추가적으로 분출하였을 가능성을 찾아내었다.
충돌로 인한 충격은 퉁구스카 폭발사건 당시의 충격보다 수천 배 더 강력했는데, 이는 TNT 12,500 ~ 13,000 메가톤의 폭발력과 같으며, 히로시마에 투하된 원자폭탄보다 수백만 배 더 강력하였다.
천문학자들은 켁 망원경과 허블 우주 망원경 등 다양한 기기들을 사용하여 충돌 지역을 관찰할 것이다.

## 충돌한 천체
목성과 충돌한 천체는 웨슬리가 충돌 현장을 발견하기 전까지 전혀 알려지지 않았다. 2003년의 한 논문에서는 지름이 1.5km가 넘는 혜성들이 목성과 매 90 ~ 500년마다 충돌한다고 하였고, 또한 1997년에는 카시니가 1690년에 충돌을 기록하였을 가능성도 드러났다.
슈메이커-레비 9 혜성의 크기를 참조하여, 목성과 충돌한 천체는 지름 1 km 미만이었을 것이라고 추측된다. 충돌 지점에서 물의 존재 여부를 밝혀낸다면 충돌한 천체가 혜성인지, 또는 이와 대조적으로 소행성이나 매우 작은 얼음위성인지를 알아낼 수 있다.
연구 초창기에는 혜성이 행성의 궤도를 스쳐지나갈 확률이 좀 더 높다는 이유로 이 천체가 혜성이라고 생각되었었다. 하지만 최근의 연구 결과에 따르면 이 천체는 소행성일 가능성이 매우 높은데, 이유는 충돌 흔적이 1개만 존재하는 점, 충돌 과정에서 목성의 자기권에 입자를 남겨 고주파 신호를 방해하거나 한 점이 없다는 점이 슈메이커-레비 9 혜성 당시의 상황과 매우 다르기 때문이다.
2012년 들어, 충돌한 천체는 지름 200 ~ 500미터의 소행성임이 확실시되었다.

### 가시성
충돌한 천체가 지름 1 km 미만의 비활동 상태의 소행성(또는 혜성)이었기 때문에, 겉보기 등급은 25등급 이상 밝지 않았으리라 여겨지며(참고로, 목성은 25등급 천체보다 약 1300억 배가량 더 밝게 빛난다), 대부분의 소행성 탐색 프로젝트들은 22등급보다 어두운 소행성을 감지해내지 못한다. 목성 주위를 도는 지름 10 km 미만의 천체를 관측하려면 세계 최상급의 망원경들을 동원해야 한다.

## 2010년 목성 충돌사건
2010년 6월 3일, 안토니 웨슬리는 또 한 번의 목성 충돌 사건을 발견하였으며, 이는 2009년의 충돌보다 작았다. 2010년의 충돌은 필리핀의 아마추어 천문학자 크리스토퍼 고가 동영상으로 촬영하였다.

## 같이 보기
- 슈메이커-레비 9 혜성
- 2010년 목성 충돌사건

## 참고 문헌
- Hammel, H. B.; Wong, M. H.; Clarke, J. T.; De Pater, I.; Fletcher, L. N.; Hueso, R.; Noll, K.; Orton, G. S.; Pérez-Hoyos, S.; Sánchez-Lavega, A.; Simon-Miller, A. A.; Yanamandra-Fisher, P. A. (2010). “Jupiter After the 2009 Impact:hubble Space Telescopeimaging of the Impact-Generated Debris and Its Temporal Evolution”. 《The Astrophysical Journal》 715 (2): L150. Bibcode:2010ApJ...715L.150H. doi:10.1088/2041-8205/715/2/L150..
- Sánchez-Lavega, A.; Wesley, A.; Orton, G.; Hueso, R.; Perez-Hoyos, S.; Fletcher, L. N.; Yanamandra-Fisher, P.; Legarreta, J.; De Pater, I.; Hammel, H.; Simon-Miller, A.; Gomez-Forrellad, J. M.; Ortiz, J. L.; García-Melendo, E.; Puetter, R. C.; Chodas, P. (2010). “The Impact of a Large Object on Jupiter in 2009 July”. 《The Astrophysical Journal》 715 (2): L155. arXiv:1005.2312. Bibcode:2010ApJ...715L.155S. doi:10.1088/2041-8205/715/2/L155..